# Stuart Erwin
Stuart Erwin (ur. 14 lutego 1903 zm. 21 grudnia 1967) – amerykański aktor filmowy i telewizyjny.

## Filmografia
seriale
- 1950: Armstrong Circle Theatre
- 1955: Gunsmoke jako Doc Brown
- 1962: Wirgińczyk jako Williams
- 1965: The Big Valley jako Clem Carter

film
- 1929: Sweetie jako Axel Bronstrup
- 1930: Parada Paramountu jako Mistrz Ceremonii
- 1935: Kłopoty milionerów jako Hank Parr
- 1936: Pigskin Parade jako Amos Dodd
- 1964: The Misadventures of Merlin Jones jako kapitan policji Loomis

## Nagrody i nominacje
Za rolę Amosa Dodda w filmie Pigskin Parade został nominowany do Oscara.